# David Gentleman
David Gentleman (Londres, 11 de março de 1930) é um artista inglês.

## Vida
Ele estudou arte e pintura no Royal College of Art com Edward Bawden e John Nash. Ele trabalhou em aquarela, litografia e gravura em madeira, em escalas que vão desde murais de plataforma para a estação de metrô Charing Cross, em Londres, até selos e logotipos.
Seus temas incluem pinturas de paisagens e cartazes ambientais a desenhos de vida nas ruas e cartazes de protesto. Ele escreveu e ilustrou muitos livros, principalmente sobre países e cidades. Ele também projetou uma série de selos postais comemorativos britânicos.

### Pesquisas sobre o trabalho de Gentleman
- David Gentleman, 'Bridges on the Backs', in Parenthesis; 14 (2008 February), p. 7–9
- The wood engravings of David Gentleman. Montgomery: Esslemont, 2000) ISBN 0-907014-17-8
- David Gentleman – Design. Brian Webb and Peyton Skipwith. (Antique Collectors' Club, 2009) ISBN 978-1-85149-595-5
- Peter Tucker, 'David Gentleman as book illustrator', in The Private Library; 4th series, 1:2 (1988 Summer), p. 50–100
- Mel Calman, 'The Gentleman touch', in Penrose Annual; 69 (1976), p. 157–168

### Livros de Gentleman
- Bridges on the backs. Cambridge: Cambridge University Press, 1961.
- Design in miniature. Londres: Studio Vista, 1972. ISBN 0-289-79791-8 Nova York: Watson-Gupthill, 1972. ISBN 0-8230-1322-7
- A cross for Queen Eleanor: The story of the building of the mediaeval Charing Cross, the subject of the decorations of the Northern Line platforms of the new Charing Cross Underground Station. Londres: Londres Transport, 1979. ISBN 0-85329-101-2
- David Gentleman's Britain. Nova York: Dodd, Mead, 1982. ISBN 0-396-08145-2 Londres: Weidenfeld & Nicolson, 1982. ISBN 0-297-78126-X, 1985. ISBN 0-297-78621-0
- David Gentleman's Londres. Londres: Weidenfeld & Nicolson, 1985. ISBN 0-297-78574-5 Dodd, Mead, 1985. ISBN 0-396-08652-7 Londres: Orion, 1999. ISBN 0-7538-0700-9
- Westminster Abbey. (With Edward Carpenter.) Londres: Weidenfeld & Nicolson, 1987. ISBN 0-297-79314-4
- A special relationship. Londres: Faber and Faber, 1987. ISBN 0-571-14992-8
- David Gentleman's Coastline. Londres: Weidenfeld & Nicolson, 1988. ISBN 0-297-79314-4
- David Gentleman's Paris. Londres: Hodder & Stoughton, 1991. ISBN 0-340-58160-3 ISBN 0-340-51869-3 Paris: Gallimard,1991. ISBN 2-07-056619-6 Londres: Weidenfeld & Nicolson, 2000. ISBN 1-84188-052-3
- David Gentleman's India. Londres: Hodder & Stoughton, 1994. Delhi: Tara Press, 2005. ISBN 81-87943-71-8
- David Gentleman's Italy. Londres: Hodder & Stoughton, 1997 ISBN 0-340-64912-7, 1998 ISBN 0-340-64913-5
- Artwork. Londres: Ebury, 2002. ISBN 0-09-188652-X*
- Ask the Fellows Who Cut the Hay. Framlingham, Full Circle Editions, 2010 ISBN 978-0-9561869-2-8
- Londres, You're Beautiful: An Artist's Year. Penguin, 2012 ISBN 978-1-846-14473-8
- In the Country. Framlingham, Full Circle Editions, 2014 ISBN 978-0-9571528-5-4
- My Town: An Artist’s Life in Londres. Particular Books, 2020 ISBN 978-1846149757

### Livros para crianças de Gentleman
- Fenella in Greece. Londres: Cape, 1967.
- Fenella in Ireland. Londres: Cape, 1967.
- Fenella in the south of France. Londres: Cape, 1967.
- Fenella in Spain. Londres: Cape, 1967.

### Livros ilustrados por Gentleman
- Betjeman, John. Illustrated poems of John Betjeman. John Murray, 1994. ISBN 0-7195-5248-6, 1997. ISBN 0-7195-5532-9
- Blunden, Edmund. The midnight skaters. Ed. C. Day-Lewis. Londres: Bodley Head, 1968.
- Brooke, Justin, and Edith Brooke. Suffolk Prospect. Londres: Faber & Faber, 1963.
- Brown, John Russell. Shakespeare and his theatre. Nova York: Lothrop, Lee & Shepard, 1982. ISBN 0-688-00850-X Harmondsworth: Kestrel, 1982.
- Brown, John Russell. Shakespeare's theatre. Nova York: Harper Collins, 1982.
- Clare, John. The shepherd's calendar. Oxford: Oxford University Press, 1964.
- Evans, George Ewart. Ask the fellows who cut the hay. Full Circle Editions, Framlingham, 2010. ISBN 978-0-9561869-2-8
- Evans, George Ewart. The crooked scythe: Anthology of oral history. Londres: Faber & Faber, 1993. 1995. ISBN 0-571-17194-X
- Evans, George Ewart. The pattern under the plough: Aspects of the folk-life of East Anglia. Londres: Faber & Faber, 1971. ISBN 0-571-08977-1
- Evans, George Ewart. The strength of the hills: An autobiography. Nova York: Farrar Straus & Giroux, 1985. ISBN 0-571-13550-1
- Evans, George Ewart. Where beards wag all: The relevance of the oral tradition. Londres: Faber & Faber, 1970. ISBN 0-571-08411-7
- "Francine" (Cosette Vogel de Brunhoff). "Vogue" French cookery. Londres: Peerage, 1984. ISBN 0-907408-86-9
- Gray, Patience, and Primrose Boyd. Plats du jour; or, foreign food. Harmondsworth, Middx: Penguin, 1957. Londres: Prospect, 1990. ISBN 0-907325-45-9 Londres: Persephone, 2007. ISBN 978-1-903155-60-8
- Grigson, Geoffrey. The Shell book of roads. Londres: Ebury, 1964.
- Haggard, F. Rider. King Solomon's mines. Barre, Mass.: Imprint Society, 1970.
- Hoban, Russell. The dancing tigers. Londres: Jonathan Cape, 1977, 1979. Londres: Red Fox, 1991.
- Hooker, Jeremy, ed. Inwards where all the battle is: A selection of Alun Lewis's writings from India. Newtown, Powys: Gwasg Gregynog, 1997. ISBN 0-948714-77-8 ISBN 0-948714-73-5
- Hornby, John. Gypsies. Londres: Oliver & Boyd, 1965.
- Jonson, Ben. The key keeper: A masque for the opening of Britain's Burse, 19 April 1609. Tunbridge Wells: Foundling Press, 2002.
- Kipling, Rudyard. The jungle book. Nova York: Limited Editions Club, 1968.
- Kipling, Rudyard. The jungle books. Easton Press: The 100 Greatest Books Ever written, 1985.
- Langstaff, John M. The 'Golden Vanity'.  Nova York: Harcourt Brace, Jovanovich 1972. ISBN 0-15-231500-4 Tadworth: World's Work, 1973. ISBN 0-437-54106-1
- Langstaff, John M. St George and the dragon. Nova York: Atheneum, 1973.
- Lees, Jim. The ballads of Robin Hood. Cambridge: Limited Editions Club, 1977.
- Moreau, Reginald E. The departed village: Berrick Salome at the turn of the century. Oxford University Press, 1968. ISBN 0-19-211186-8
- Morpurgo, Michael. Our Jacko. Walker Books, 2018. ISBN 978-1-4063-6613-6
- Notestein, Lucy Lilian. Hill towns of Italy. Londres: Hutchinson, 1963. Boston: Little, Brown, 1963.
- Pudney, John. Bristol fashion: Some account of the earlier days of Bristol Aviation. Londres: Putnam, 1960.
- Simon, André L. What about wine? All the answers. Londres: Newman Neame, 1953.
- Stallworthy, Jon. A familiar tree. Nova York: Oxford University Press, 1978. ISBN 0-19-520050-0
- Steel, Flora Annie, ed. Tales of the Punjab, told by the people. Londres: Bodley Head, 1973.
- Stockton, Frank. The griffin and the minor canon. (With Charles Dickens, "The magic fishbone.") Londres: Bodley Head, 1960.
- Vallans, William. A tale of two swannes. Londres: The Lion and Unicorn Press, 1953.
- Ward, Aileen, ed. The poems of John Keats. Nova York: Limited Editions Club, 1966.
- Woodgate, Leslie. The Penguin part song book. Harmondsworth, Middx: Penguin, 1955.
- Wordsworth, William. The solitary song: Poems for young readers. Londres: Bodley Head, 1970. ISBN 0-370-01118-X
- Wyss, Johann. Swiss Family Robinson. Nova York: Limited Editions Club, 1963.